# Поповичі (Конавле)
42°31′ пн. ш. 18°19′ сх. д. / 42.52° пн. ш. 18.31° сх. д.
Поповичі (хорв. Popovići) — населений пункт у Хорватії, у Дубровницько-Неретванській жупанії у складі громади Конавле.

## Населення
Населення за даними перепису 2011 року становило 236 осіб.
Динаміка чисельності населення поселення: